# مغزه یخی
۷۵°۰۶′شمالی ۴۲°۱۹′غربی / ۷۵٫۱°شمالی ۴۲٫۳۲°غربی

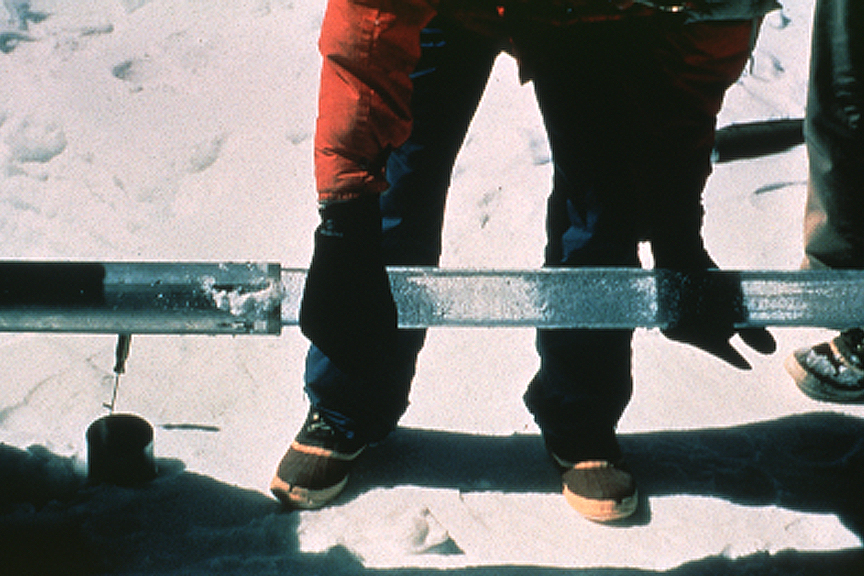
نمونه هسته یخ گرفته شده از مته

مغزهٔ یخی (به انگلیسی: Ice core) نمونهٔ مغزهٔ انباشت چندین سالهٔ برف و یخی است که دچار نوبلورسازی شده‌اند. درون این مغزه‌ها حباب‌های محبوسی از هوا از زمان‌های دور برجای مانده‌اند. ایزوتوپ‌های هیدروژن و اکسیژنی که در این حباب‌ها وجود دارند می‌توانند به ما تصویری از اقلیم آن منطقه در همهٔ دوران‌های گذشته بدهند.